# Tequirda (província)
Tequirda (em turco: Tekirdağ) é uma província e área metropolitana do noroeste da Turquia, situada na Trácia Oriental (parte europeia da Turquia), com capital na cidade homónima, que faz parte da região de Mármara. Tem 6 190 km² de área e em dezembro de 2021 tinha 1 113 400 habitantes (densidade: 179,9 hab./km²).
A província está subdividida nos seguintes distritos:
- Çerkezköy
- Çorlu
- Ergene
- Hayrabolu
- Kapaklı
- Malkara
- Marmara Ereğlisi
- Muratlı
- Saray
- Şarköy
- Süleymanpaşa

| Províncias adjacentes à de Tequirda |                |                            |
|                                     | Querclareli    | Mar de Mármara             |
| Edirne                              |                | Istambul                   |
| Mar de Mármara                      | Mar de Mármara | Chanacale e Mar de Mármara |